# ラルフ・スタインマン
ラルフ・マーヴィン・スタインマン（Ralph Marvin Steinman, 1943年1月14日 - 2011年9月30日）は、カナダの免疫学者、細胞生物学者。

## 人物
カナダ・ケベック州モントリオールのアシュケナジム・ユダヤ人。1963年にマギル大学卒業後、1968年にハーバード大学医学部で医学博士の学位を取得。以後、アメリカのロックフェラー大学に所属し、1970年に助教授、1976年に准教授、1988年に教授に就任した。樹状細胞の研究に取り組んだ。「樹状細胞」という用語は、1973年にスタインマンとen:Zanvil A. Cohnによって作られたものである。
2007年に膵臓癌と診断され、彼自身が研究の対象としていた樹状細胞を使用した免疫療法を受けながら闘病生活を送っていた。2011年10月3日、スタインマンにノーベル生理学・医学賞が授与されることが発表されたが、その直後、スタインマン本人は発表の3日前の9月30日に死去していたことが、所属のロックフェラー大を介して家族により公表された。68歳没。
1973年以降、この時点でのノーベル賞の規定では「死者には授与しない」とされているが、ノーベル財団およびカロリンスカ研究所（ノーベル賞の生理学医学部門選考委員会が存在する機関）が対応を協議した結果、スタインマンの場合は授賞決定の時点で財団と選考委員会が本人の死去を把握していなかった事情を考慮し、受賞者の選考はスタインマン本人が存命しているという前提で行われたものであることを再確認した。その上で、「授賞決定後に本人が死去した場合はその授賞を取り消さない」とする同賞の規定に準ずる扱いとして、「今回の決定を変えず、スタインマン博士に賞を贈る」と改めて決定、発表した。
ロイターの取材に応じたスタインマンの娘によると、スタインマン本人は入院先で発表が近づいていたノーベル賞の話題を振られたところ、「（授与の）発表までは持ちこたえないと。死んだら（死人に授与しないノーベル）賞はもらえないから」と茶化していたそうであるが、その前に力尽きることとなった。また妻によれば、発表の直前恒例の本人通知を行うべくノーベル財団の方からスタインマンの携帯電話に着信がきており、動揺していたという。

## 受賞歴
- 1996年：エミール・フォン・ベーリング賞
- 1998年：ウィリアム・コーリー賞、マックス・プランク賞
- 1999年：ロベルト・コッホ賞
- 2003年：ガードナー国際賞
- 2007年：アルバート・ラスカー基礎医学研究賞
- 2009年：オールバニ・メディカルセンター賞
- 2010年：ハイネケン賞、トムソン・ロイター引用栄誉賞
- 2011年：ノーベル生理学・医学賞